# Union pour la majorité présidentielle (Djibouti)
De Union pour la majorité présidentielle (Nederlands: Unie voor de presidentiële meerderheid, UMP) is de regerende coalitie in Djibouti en domineert sinds 2003 de Nationale Vergadering. Bij de presidentsverkiezingen steunt de UMP de kandidatuur van het zittend staatshoofd, Ismaïl Omar Guelleh.
Partijen die deel uitmaken van de UMP zijn:
- Rassemblement populaire pour le progrès (RPP);
- Front pour la restauration de l'unité et de la démocratie (FRUD);
- Parti national démocratique (PND);
- Parti populaire social démocrate (PPSD);
- Union des partisans de la réforme (UPR).

## Zetelverdeling
| Zetelverdeling | Zetelverdeling | Zetelverdeling | Zetelverdeling |
| Jaar           | %              | Zetels         | Totaal         |
| -------------- | -------------- | -------------- | -------------- |
| 2003           | 62,63          | 65             | 65             |
| 2008           | 94,06          | 65             | 65             |
| 2013           | 61,5           | 55             | 65             |
| 2018           | 87,83          | 57             | 65             |